# Cratere Gudrun
Gudrun  è un cratere sulla superficie di Venere.